# Soft Skull Press
Soft Skull Press est un éditeur indépendant fondé par Sander Hicks en 1992, et dirigé par Richard Eoin Nash de 2001 à 2009, et Denise Oswald de 2009 à 2010. En 2007, Nash vend Soft Skull à Counterpoint LLC (en), qui cesse l'activité de Soft Skull à New York en 2010. Soft Skull continue de fonctionner comme une marque de Counterpoint à Berkeley en Californie. Il est distribué aux libraires par Publishers Group West (en).

## Personnalités liées
- Jos Bhuiyan (1973-), écrivain et auteur de bande dessinée britannique.